# 釋斯植
釋斯植，生卒年不詳，字建中，號芳庭，武林（今浙江杭州）人，宋朝詩人。曾住南嶽寺，晚年築室天竺，曰水石山居。與同時其詩人胡三省、陳起等人多有唱酬。作有《采芝集》、《采芝續稿》等詩詞。